# Buxus braimbridgeorum
Buxus braimbridgeorum är en buxbomsväxtart som beskrevs av Eg.Köhler. Buxus braimbridgeorum ingår i släktet buxbomar, och familjen buxbomsväxter. Inga underarter finns listade i Catalogue of Life.